# Carl Bernhard Rydström
Carl Christian Bernhard Rydström (i riksdagen kallad Rydström i Segersgärde), född 11 oktober 1819 i Kalmar domkyrkoförsamling, död 21 september 1895 i Lofta församling, Kalmar län, var en svensk politiker. Han företrädde bondeståndet i Norra och Södra Tjusts härader vid ståndsriksdagen 1865–1866.
Rydström studerade 1837–1845 vid Uppsala universitet, där han umgicks i musikaliska och vittra kretsar och fick en stor umgängeskrets. Rumskamrat under studietiden var Johan Jolin, som förblev en nära vän under resten av livet. Rydström var en tid bruksdisponent vid Överums bruk. 1853 övertog han gården Segersgärde efter fadern. Rydström var bland annat sekreterare i Kalmar läns hushållningssällskap och en flitig kulturskribent i Västerviks tidningar.
Hans far Wilhelm Rydström var häradshövding i Slättbo härad. Carl Bernhard Rydström var far till lokalhistorikern Ada Rydström.